# Criptografia quàntica
La criptografia quàntica descriu l'ús d'efectes de la mecànica quàntica (i en particular, la comunicació quàntica i la computació quàntica) per dur a terme tasques criptogràfiques o per trencar sistemes criptogràfics.
Entre els exemples més coneguts hi ha l'ús de la comunicació quàntica per intercanviar una clau de manera segura (distribució de claus quàntica) i l'ús hipotètic d'ordinadors quàntics que permetrien trencar alguns sistemes populars com la criptografia de clau pública i firma digital (com ara RSA i ElGamal).
L'avantatge de la criptografia quàntica rau en el fet que permet dur a terme algunes tasques criptogràfiques que s'han demostrat (o s'han conjecturat) impossibles utilitzant només comunicació clàssica (és a dir, no quàntica).
És una de les aplicacions de la mecànica quàntica a nivell individual que es troba en un estat més avançat, fins i tot amb productes comercials.

## Història
Stephen Wiesner, llavors a la Universitat de Colúmbia de Nova York, va proposar per primera vegada la criptografia quàntica a l'inici de la dècada de 1970, introduint el concepte de codificació conjugada quàntica. El seu influent article titulat "Conjugate Coding" va ser rebutjat per la revista IEEE Information Theory, però va acabar sent publicat el 1983 a SIGACT News. En aquest article mostrava com emmagatzemar o transmetre dos missatges codificant-los en dos "observables conjugats", com ara la polarització linear i circular de la llum, de manera que qualsevol d'ells podien ser rebuts i descodificats, però no els dos alhora. Va il·lustrar la seva idea amb un disseny de bitlles de banc infalsificables. Una dècada després, inspirant-se en aquest treball, Charles H. Bennett, del Thomas J. Watson Research Center d'IBM, i Gilles Brassard, de la Universitat de Montreal, van proposar un mètode de comunicació segura basat en els "observables conjugats" de Wiesner. El 1990, de manera independent i inicialment desconeixedor dels treballs previs, Artur Ekert, aleshores un doctorand al Wolfson College de la Universitat d'Oxford, va desenvolupar un enfocament diferent de la distribució de claus quàntica basat en l'entrellaçament quàntic.

## Distribució de claus quàntica
L'aplicació més coneguda i més desenvolupada de la criptografia quàntica és la distribució de claus quàntica (o QKD, del seu nom en anglès Quantum Key Distribution). QKD descriu el procés d'utilitzar comunicació quàntica per establir una clau compartida entre dues parts (normalment anomenades Alice i Bob) sense que una tercera part (Eve) pugui descobrir res de la clau, fins i tot si Eve pot espiar totes les comunicacions entre Alice i Bob. Això s'aconsegueix quan Alice codifica els bits de la clau com a dades quàntiques i les envia a Bob; si Eve intenta descobrir aquests bits, el missatge queda pertorbat i Alice i Bob se n'adonen. En general, la clau s'utilitza després per a comunicació encriptada.
La seguretat de la QKD es pot demostrar matemàticament sense imposar cap restricció a l'habilitat de l'espia (Eve), a diferència dels protocols de distribució de claus clàssics, on això no és possible. Aquest fet s'anomena sovint "seguretat incondicional", tot i que sí que hi ha algunes assumpcions mínimes necessàries, com ara que les lleis de la mecànica quàntica són certes i que Alice i Bob són capaços d'autentificar-se l'una a l'altre; és a dir, Eve no hauria de ser capaç de fer-se passar per Alice o Bob, ja que aleshores un atac del tipus man-in-the-middle seria possible.

## Altres aplicacions
Altres aplicaciones de la criptografia quàntica inclouen:
- Compromís quàntic
- Model d'emmagatzemament quàntic acotat i model d'emmagatzemament quàntic sorollós
- Criptografia quàntica basada en la posició
- Criptografia postquàntica, és a dir, aquella que ha de ser segura inclús contra adversaris que disposin d'un ordinador quàntic